# احمد کانو

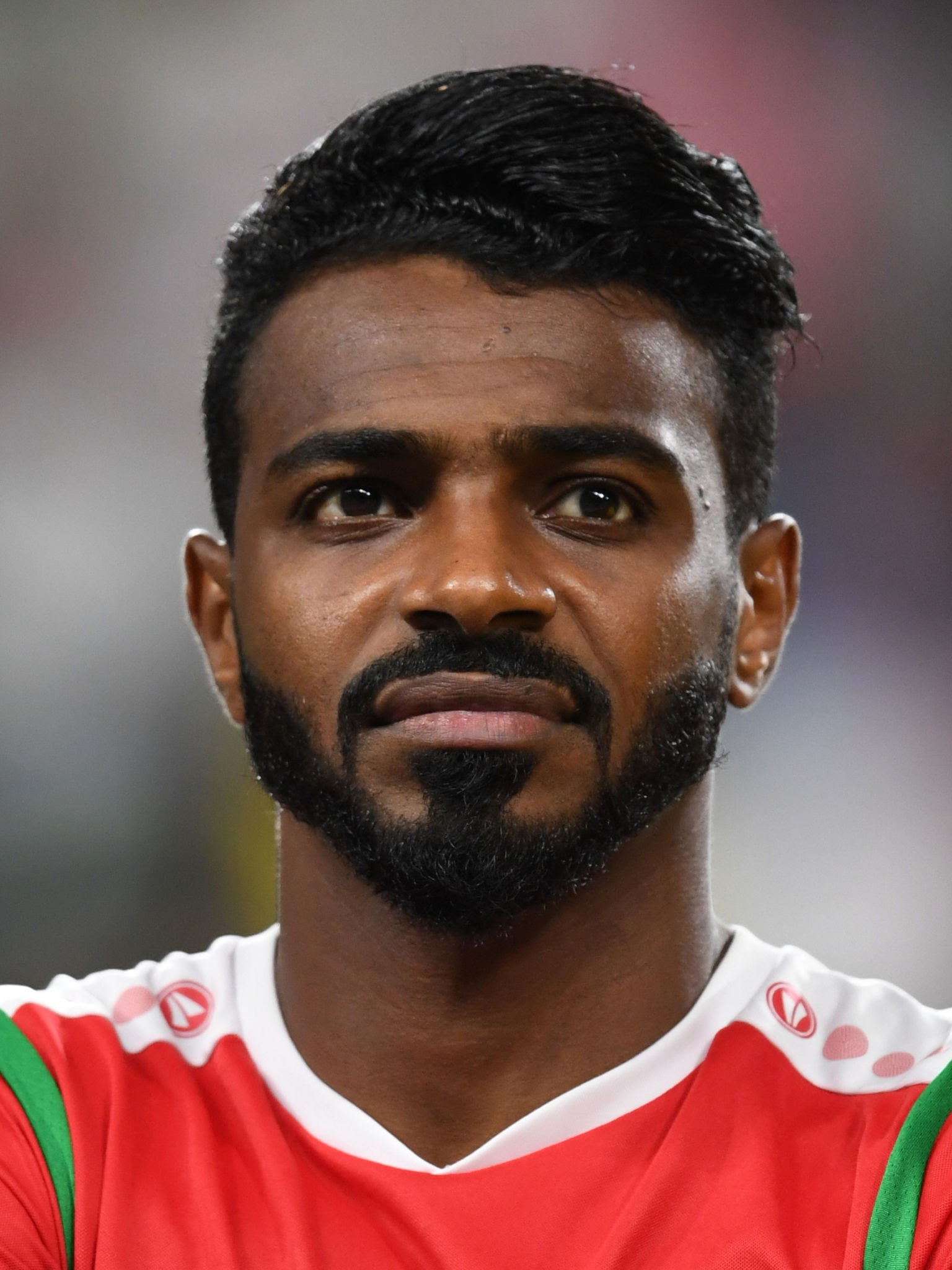
احمد کانو در سال ۲۰۲۱

احمد مبارک المحیجری (عربی: أحمد مبارك المحیجری؛ زاده ۲۳ فوریهٔ ۱۹۸۵) معروف به احمد کانو یک بازیکن فوتبال اهل عمان است.
وی همچنین در تیم ملی فوتبال عمان بازی کرده‌است.